# Ponte Principe Amedeo Savoia Aosta

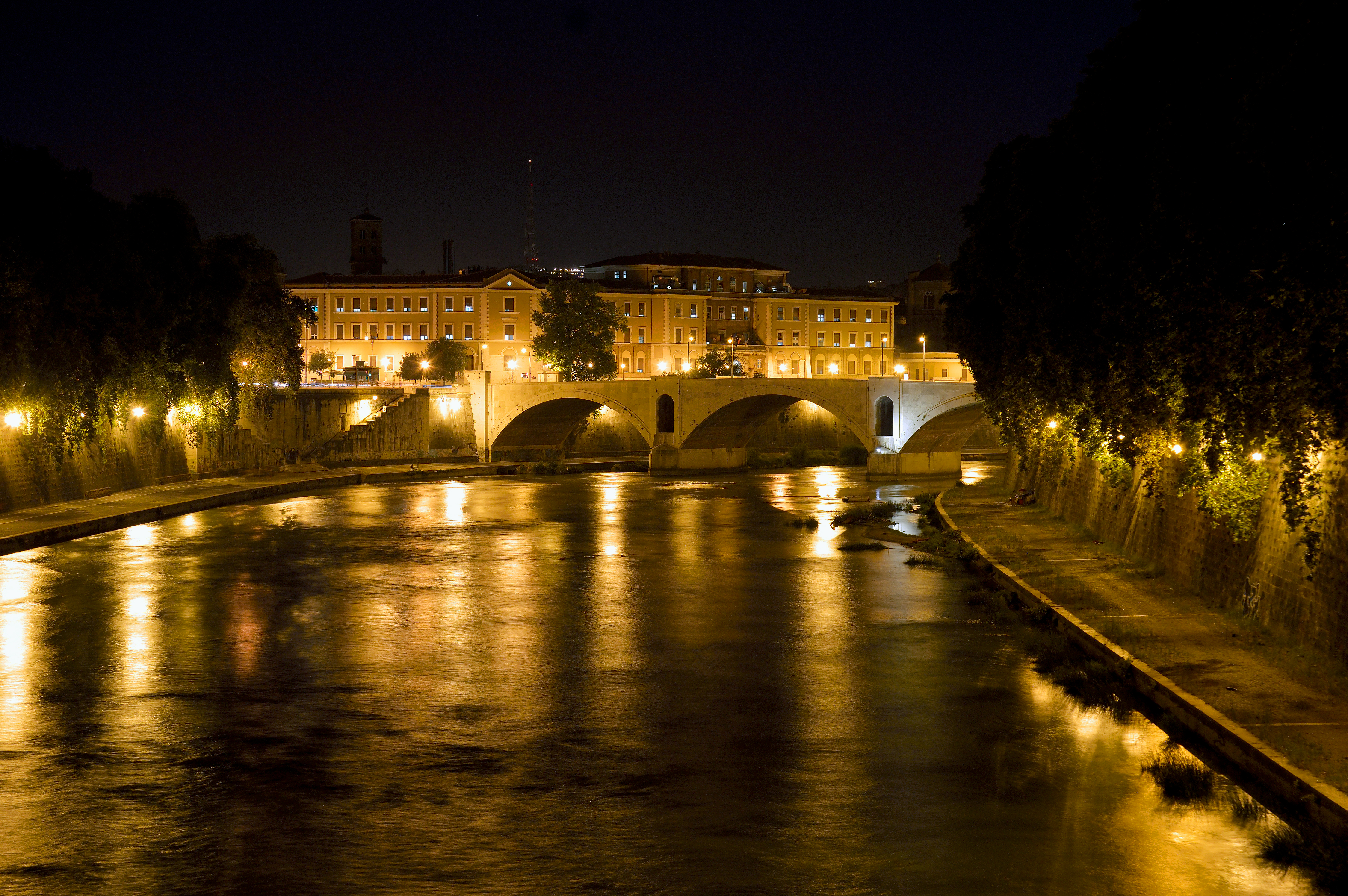
Ponte Principe Amedeo Savoia Aosta

Ponte Principe Amedeo Savoia Aosta, conhecido também como Ponte Principe ou Ponte PASA (um acrônimo), é uma ponte que liga o Lungotevere dei Sangallo à Piazza Della Rovere em Roma, Itália, nos riones Ponte, Trastevere e Borgo.

## Descrição
A ponte conta com três arcadas revestidas de mármore branco e, entre elas, há duas janelas lancetadas encimadas por arcos arredondados. As arcadas dividem o Tibre em três ramos com dois pilares vagamente parecidos com navios. A ponte liga a basílica San Giovanni dei Fiorentini e o Corso Vittorio Emanuele II ao túnel que leva à Via Aurélia passando pela Via di Gregorio VII. Foi construída em mármore e tijolos, com 1 097 metros de comprimento e 20 metros de largura.

## História
A ponte é dedicada ao príncipe Amadeo de Saboia-Aosta, vice-rei da Etiópia. A construção da ponte foi deixada a cargo da Companhia Stoelker, com base num projeto da Comuna de Roma. A obra foi completada em 1942, depois de 34 meses de atrasos e várias interrupções. Durante a construção, uma ponte de ferro provisória foi entregue para permitir a circulação do tráfego.